# 胃洗浄
胃洗浄（いせんじょう）とは、人体に有害な物質を誤食・誤飲したとき、水や生理的食塩水などの洗浄液と胃管を用いて、毒物のさらなる吸収を防ぐ手段である。活性炭などの吸着剤や催吐剤が併用される場合もある。

## 概要
胃洗浄の有効性は、摂取した物の毒性、摂取してから胃洗浄を行うまでの時間、摂取量、摂取した物質の吸収速度などに左右される。なかでも時間経過が最も重要な因子であり、1時間を過ぎると回収率はかなり低下する。
1997年以降、胃洗浄の適応が大きく絞られた。胃洗浄が適応となるのは、①毒物を経口的に摂取して大量服毒の疑いがある、②毒性の高い物質である、③胃内に多く残留していると推定できるという3条件を満たす場合である。一方で、抗コリン作用を持つ薬やサリチル酸を含む薬（アスピリンなど）や三環系抗うつ薬は、腸の蠕動を抑制するために腸に送られるのが妨げられるため、胃洗浄を実施する場合がある。

## 禁忌
- 強酸・強アルカリの摂取[1]
- 石油製品や有機溶剤の摂取[1]
- 食道静脈瘤をもつ患者[1]
- 意識状態が低下していたり痙攣のある非気管挿管患者（行う場合は、気管挿管後に行う）[1]

## 合併症
- 誤嚥性肺炎[1]
- 体液の電解質異常[1]
- 低体温[1]
- 食道・胃などの損傷[1]